# Peter Rohr
Peter Rohr (4 febbraio 1945) è un ex sciatore alpino svizzero.

## Biografia
Sciatore polivalente con maggior propensione alla discesa libera originario di Klosters, Rohr debuttò in campo internazionale in occasione del trofeo Arlberg-Kandahar 1964 (Garmisch-Partenkirchen, 14-16 febbraio), dove si classificò 23º nello slalom speciale; in Coppa del Mondo esordì nella stagione inaugurale del circuito, il 14 gennaio 1967 a Wengen in discesa libera (24º), conquistò nella medesima specialità due piazzamenti a punti, il 3 e il 10 marzo seguenti a Sestriere (6º) e a Franconia (7º), e prese per l'ultima volta il via il 24 febbraio 1968 a Chamonix ancora in discesa libera (23º). La sua ultima gara internazionale fu la discesa libera del Criterium de la première neige 1968 disputata a Val-d'Isère il 15 dicembre (non valida per la Coppa del Mondo), chiusa da Rohr al 33º posto; non prese parte a rassegne olimpiche o iridate.

## Palmarès

### Coppa del Mondo
- Miglior piazzamento in classifica generale: 27º nel 1967

### Campionati svizzeri
- 3 medaglie (dati parziali):
  - 1 argento (combinata nel 1968[7])
  - 2 bronzi (discesa libera, combinata nel 1966[8])